# The Twelve Days of Christmas
«The Twelve Days of Christmas» («Los doce días de Navidad») es un carol o canción de Navidad en inglés antiguo y muy popular en los países anglófonos. Es una canción acumulativa en la que se enumeran doce regalos que una persona dice haber recibido de su enamorado/a durante los doce días consecutivos de Navidad (entre las festividades de Navidad y la epifanía). 

## Origen
La melodía básica era ya conocida en Reino Unido y Escandinavia en el siglo XVI. A principios del siglo XX, Frederic Austin la modificó a partir del verso de los cinco anillos de oro, siendo esta versión la que finalmente se popularizó.
El texto es una canción infantil publicada por primera vez en el libro Mirth without Mischief (Alegrías inocentes) en Londres en 1780. Era recitado por algunos jugadores en un círculo durante un juego de memoria en el que los jugadores se turnaban para recitar cada verso de la canción infantil consecutivamente, quedando eliminado quien no conseguía completar la lista en el orden correcto. Años más tarde, el juego y la rima fueron propuestos por Lady Gomme, coleccionista de canciones populares, como "una diversión agradable para toda la familia en la cena anterior a la duodécima noche de navidad".

## Estructura
La canción tiene una estructura de rimas acumulativas, el narrador enumera los regalos que su "amor verdadero" le va enviando durante los doce días consecutivos de Navidad (entre las festividades de Navidad y la epifanía). Cada estrofa añade un regalo y enumera todos los recibidos en las estrofas precedentes.

On the First day of Christmas my true love sent to me

a Partridge in a Pear Tree.
On the Second day of Christmas my true love sent to me

Two Turtle Doves

and a Partridge in a Pear Tree.
On the Third day of Christmas my true love sent to me

Three French Hens,

Two Turtle Doves

and a Partridge in a Pear Tree.

La canción continúa con idéntico esquema hasta llegar al verso final:

On the twelfth day of Christmas, my true love sent to me

Twelve drummers drumming

Eleven pipers piping

Ten lords a-leaping

Nine ladies dancing

Eight maids a-milking

Seven swans a-swimming

Six geese a-laying

Five golden rings

Four calling birds

Three french hens

Two turtle doves

And a partridge in a pear tree.

Los regalos son los siguientes:
Una perdiz en un peral
Dos tórtolas
Tres gallinas francesas
Cuatro pájaros piando
Cinco anillos de oro
Seis ocas empollando
Siete cisnes nadando
Ocho sirvientas ordeñando
Nueve damas danzando
Diez señores saltando
Once gaiteros tocando la gaita
Doce tamborileros tocando el tambor

## Índice de precios de Navidad
A partir del coste de los regalos de esta canción se ha definido el Índice de Precios de Navidad (CPI por sus siglas en inglés: Christmas Price Index), un indicador económico humorístico.